# Belindor en zijn knecht
Belindor en zijn knecht is een hoorspel van Peter van Gestel. De NCRV zond het uit op vrijdag 2 februari 1968 (met een herhaling op vrijdag 25 juli 1969). De regisseur was Johan Wolder. De uitzending duurde 46 minuten.

## Rolbezetting
- Ferenc Schneiders (Belindor)
- Fé Sciarone (zijn moeder, de markiezin)
- Paul van der Lek (zijn vader, de markies)
- Erik Plooyer (Mirandor, zijn knecht)
- Huib Orizand (Clarimond, een edelman)
- Fenneken Fockema Andreae (Diana, zijn dochter)
- Simone Rooskens (Clarissa, het kamermeisje)
- Jan Borkus (don Rodrigo de Braccamonte)

## Inhoud
Dit licht en luchtig spel speelt zich af in de adellijke kringen van de zuidelijke Nederlanden. De intrige zelf heeft niet veel om het lijf. De schrijver heeft zich des te meer verlustigd in een spits woordenspel waaruit blijkt hoe weinig de beide seksen elkaar begrijpen en met welk een gemak de mannen (niet alleen van die dagen) weleens van liefje verwisselen. Deze eigenschap vinden wij niet alleen bij de adellijke zoon, Belindor, maar ook bij Mirandor, diens knecht uit de boerenstand. Daarin vinden zij elkaar en gaan op den duur als gezworen kameraden op het oorlogspad of op het pad van avontuur. De bedrogen dametjes zijn dan Bianca, een adellijke dochter, en Clarissa,  haar kamermeisje…